# Kappa Aquilae
Désignations
Kappa Aquilae (κ Aquilae / κ Aquilae) est une étoile géante bleue de la constellation équatoriale de l'Aigle. Sa magnitude apparente est de +4,957, ce qui lui permet d'être visible à l'œil nu bien que restant peu brillant. L'étoile présente une parallaxe annuelle de 1,94 mas telle que mesurée par le satellite Hipparcos, ce qui permet d'en déduire qu'elle est distante d'environ 520 pc (∼1 700 al) de la Terre (avec une marge d'erreur de 10 %). Elle se rapproche du système solaire à une vitesse radiale héliocentrique de −19,4 km/s.

## Propriétés
Le spectre de Kappa Aquilae correspond à celui d'une étoile de type spectral B0,5 III, ce qui est associé à une géante bleue massive et évoluée. Elle est âgée de seulement 11 millions d'années. Sa masse est 15,5 fois supérieure à celle du Soleil mais son rayon n'est que 12,5 fois plus grand que celui du Soleil. Les étoiles massives comme Kappa Aquilae brillent intensément ; elle émet ainsi près de 53 000 fois plus de lumière que le Soleil. Sa température de surface est de 26 500 K, ce qui lui donne sa couleur bleu-blanc typique des étoiles de type B. Elle tourne rapidement sur elle-même, à une vitesse de rotation projetée de 265 km/s.

## Dans la culture
κ Aquilae, latininsé en Kappa Aquilae, est la désignation de Bayer de l'étoile. Sa désignation de Flamsteed est 39 Aquilae.
En astronomie chinoise traditionnelle, l'étoile fait partie de l'astérisme du Drapeau Droit (en chinois 右旗, translittéré Yòu Qí). Outre κ Aquilae, il comprend μ Aquilae, σ Aquilae, δ Aquilae, ν Aquilae, 42 Aquilae, ι Aquilae, HD 184701 et 56 Aquilae.
κ Aquilae formait, avec η Aql, θ Aql, δ Aql, ι Aql et λ Aql la constellation désormais disparue d'Antinoüs.